# Бюро гравировки и печати
Бюро гравировки и печати (англ. Bureau of Engraving and Printing) — крупнейший производитель бланков для финансовых документов в США (прежде всего — долларовых банкнот), подразделение министерства финансов США. Основано 29 августа 1862 года.
Организация также занимается восстановлением ветхих долларовых купюр. 50 и 100 долларовые банкноты имеют срок жизни не более восьми лет. Двадцатидолларовые держатся до двух. Самая маленькая по номиналу банкнота рассчитана на срок в полтора года. Далее они изнашиваются и подлежат замене. Бюро гравировки и печати восстанавливает купюры, даже если сохраняется хотя бы половина от неё.
Бюро гравировки и печати является крупнейшим производителем государственных защищенных документов в США.